# 龙城街道 (深圳市)

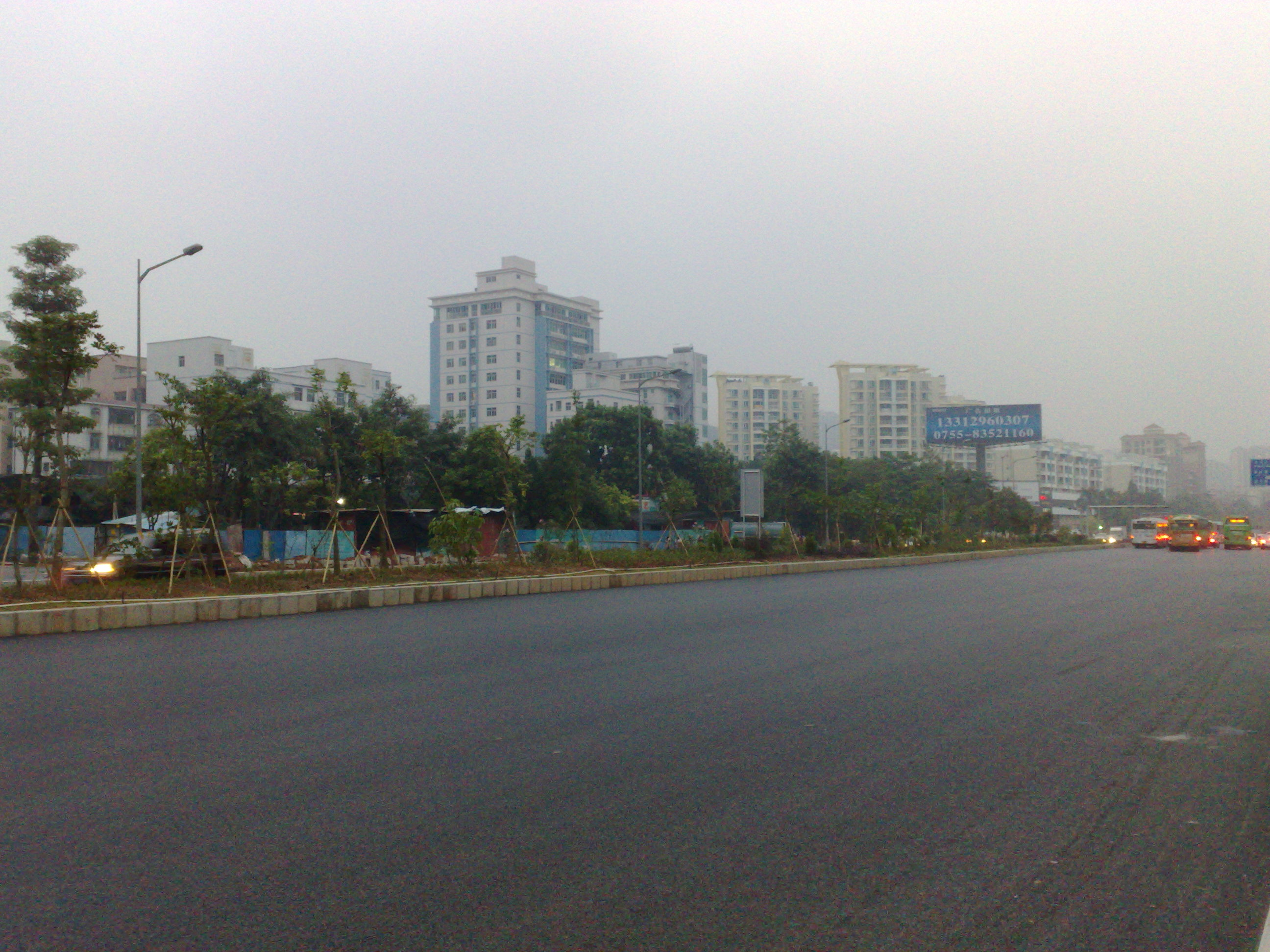
龍城街道近水官高速入口。

龙城街道是中国广东省深圳市龙岗区下辖的一个街道，2004年1月2日成立，为龙岗区政府驻地。

## 地理
龙城街道位于龙岗区中心城，东与坪地街道、龙岗街道毗邻，西与东莞相连，南接横岗街道，北与惠州接壤，辖区面积34.06平方公里，下辖爱联、吉祥、新联、嶂背、回龙埔、盛平、龙红格、黄阁坑、愉园、尚景、紫薇11个社区。街道总人口36.33万人，其中，户籍人口16.23万人。
龍城街道原本是一個農村，自深圳市成立後開始湧現大量工廠。因其接近惠州和東莞，近年街道開始改造，建成华南最大文化广场──龙城广场，以及深圳市最大的清林径森林生态公园。而2011年世界大學生運動會主場館，以及由大運會配套設施改建的三所高校（香港中文大學（深圳）、深圳北理莫斯科大學及深圳信息職業技術學院）也位處龍城街道。

## 經濟
2014年街道生產總值308.13亿元。

## 交通

### 道路
- 机荷高速公路
- 深汕高速公路
- 惠盐高速公路
- 水官高速公路

### 地铁
深圳地铁3号线、深圳地铁16号线（在建）